# كلاغ نشين (مقاطعة فراهان)
كلاغ‌نشين (بالفارسية: کلاغ‌نشین) هي قرية تقع في مركزي في إيران. يقدر عدد سكانها بـ 304 نسمة .